# Anders Gustaf Forsberg
Anders Gustaf Forsberg, född 21 december 1844 i Färnebo, död 4 september 1920 i Stockholm, var en svensk arkitekt.
Forsberg var 1878–1880 anställd hos bröderna Axel Kumlien och Hjalmar Kumlien, men startade 1880 egen verksamhet i huvudstaden. Han tillhörde 1800-talets flitigaste arkitekter vad gäller bostadshus i Stockholm; han ritade över 120 hus på malmarna.

## Verk i urval

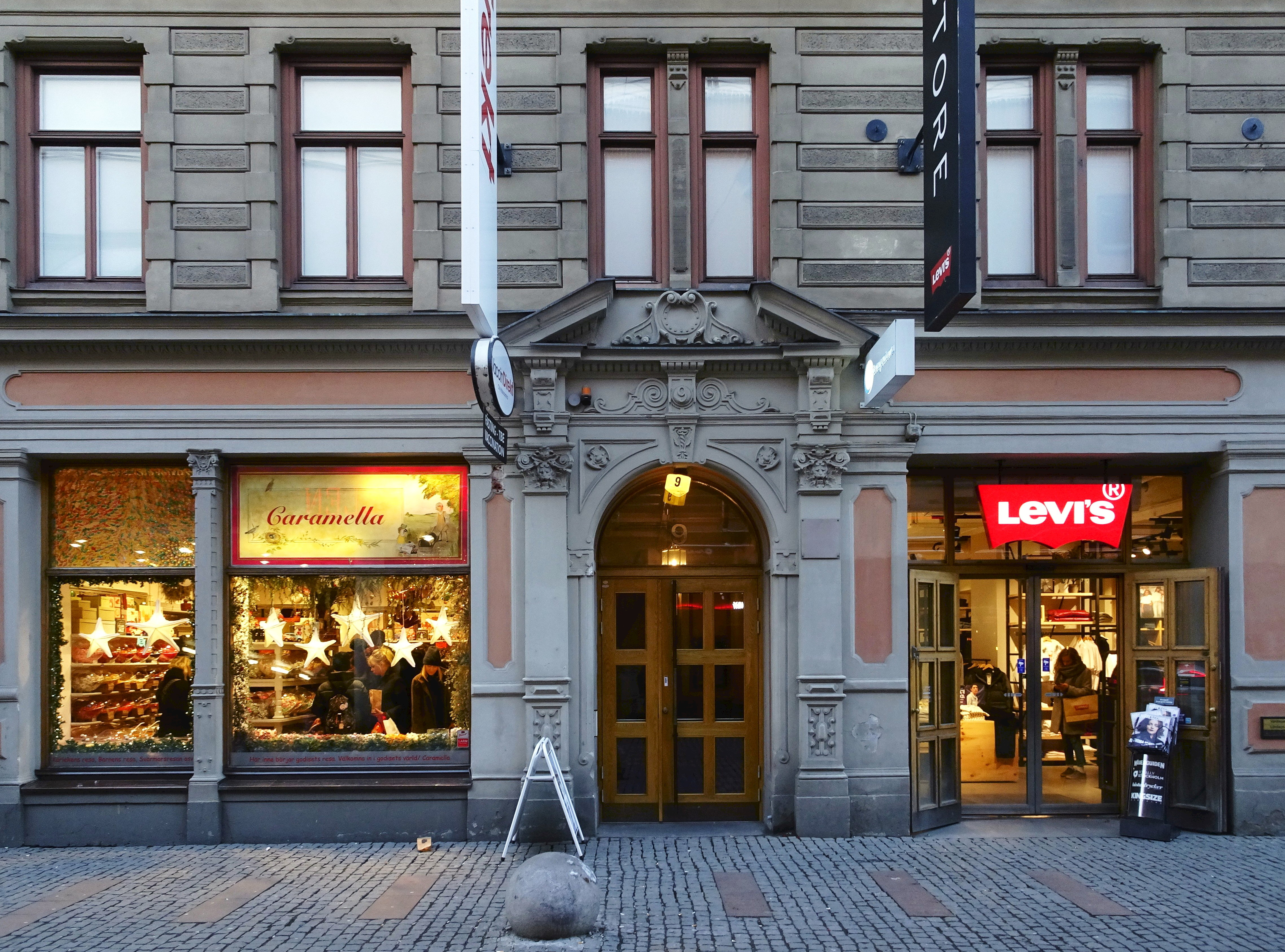
Slöjdgatan nr 9.

- Nybrogatan 42, Laxöringen 3, Stockholm 1882.[2]
- Florakyrkan, (numera riven),  Floragatan] 8, Stockholm 1884.
- Ebeneserkapellet, (numera kallat Söderhöjdskyrkan)[3], Stockholm 1885.
- Bünsowska huset (tillsammans med Isak Gustaf Clason), Strandvägen 29-33, Stockholm 1886-1888
- Västerås stads sparbank, Stora Westmannia, Västerås 1886-1888.
- Valhallavägen 98, 1886-1887
- Stockholms arbetarhem, Jungfrugatan 41, Sibyllegatan 50, Stockholm 1896-1897.
- Katolsk-apostoliska kyrkan(numera Sankt Georgios kyrka), Stockholm 1889-1890.
- Hyreshus Drottninggatan 68 / Slöjdgatan 9, Stockholm 1889-1891 (se Adam och Eva 17).
- Tornvillan Ellensvik, Nacka strand, 1889 [4]
- Döbelnsgatan 16, 1891-1892
- Mariatorget 4-8, Stockholm 1895-1898.
- Östermalmsgatan 63, (numera Panamas ambassad i Stockholm)
- Hornsgatan 43 och 41, Stockholm, 1880 resp. 1882.

## Bilder av några verk

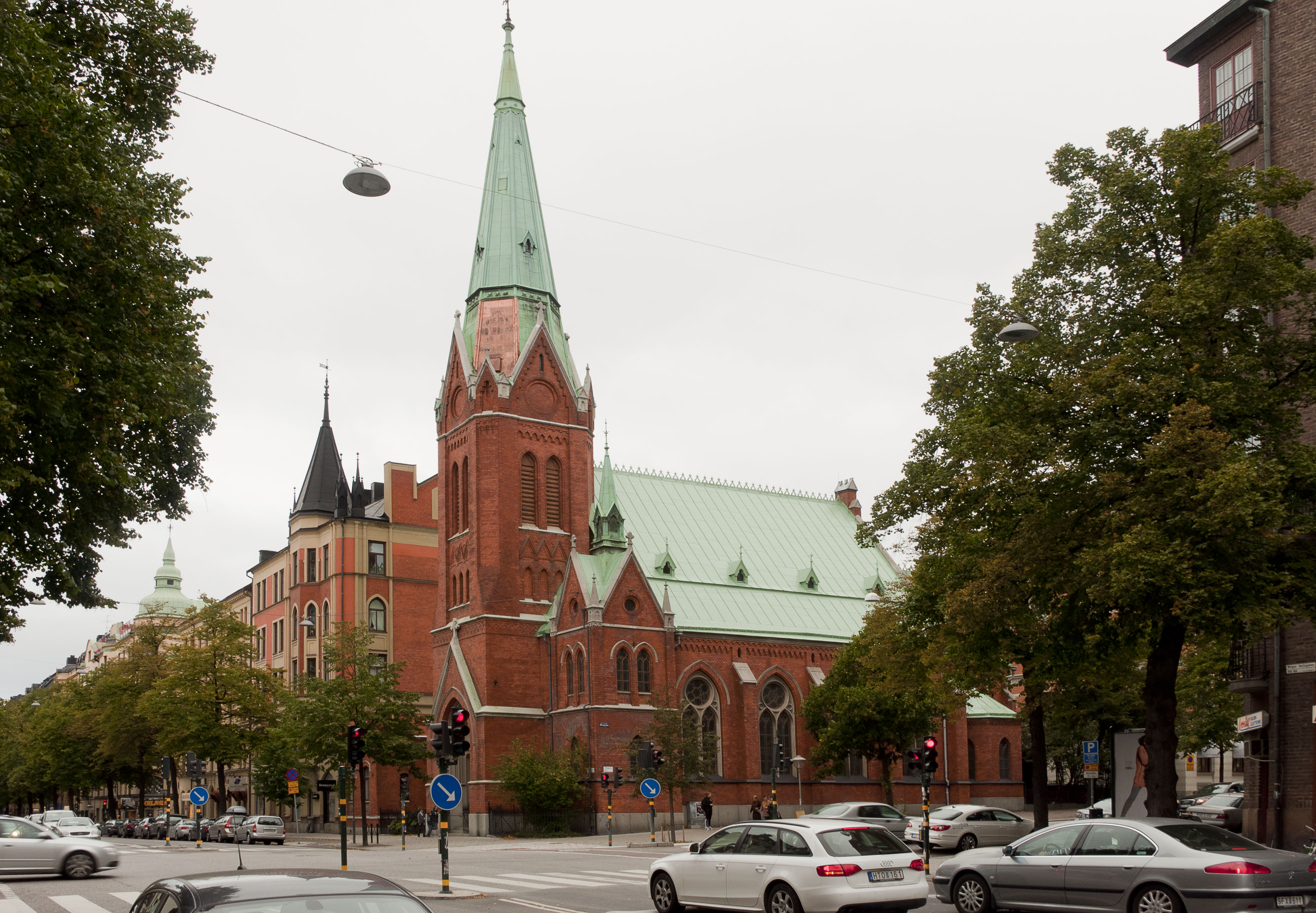
Birger Jarlsgatan 92
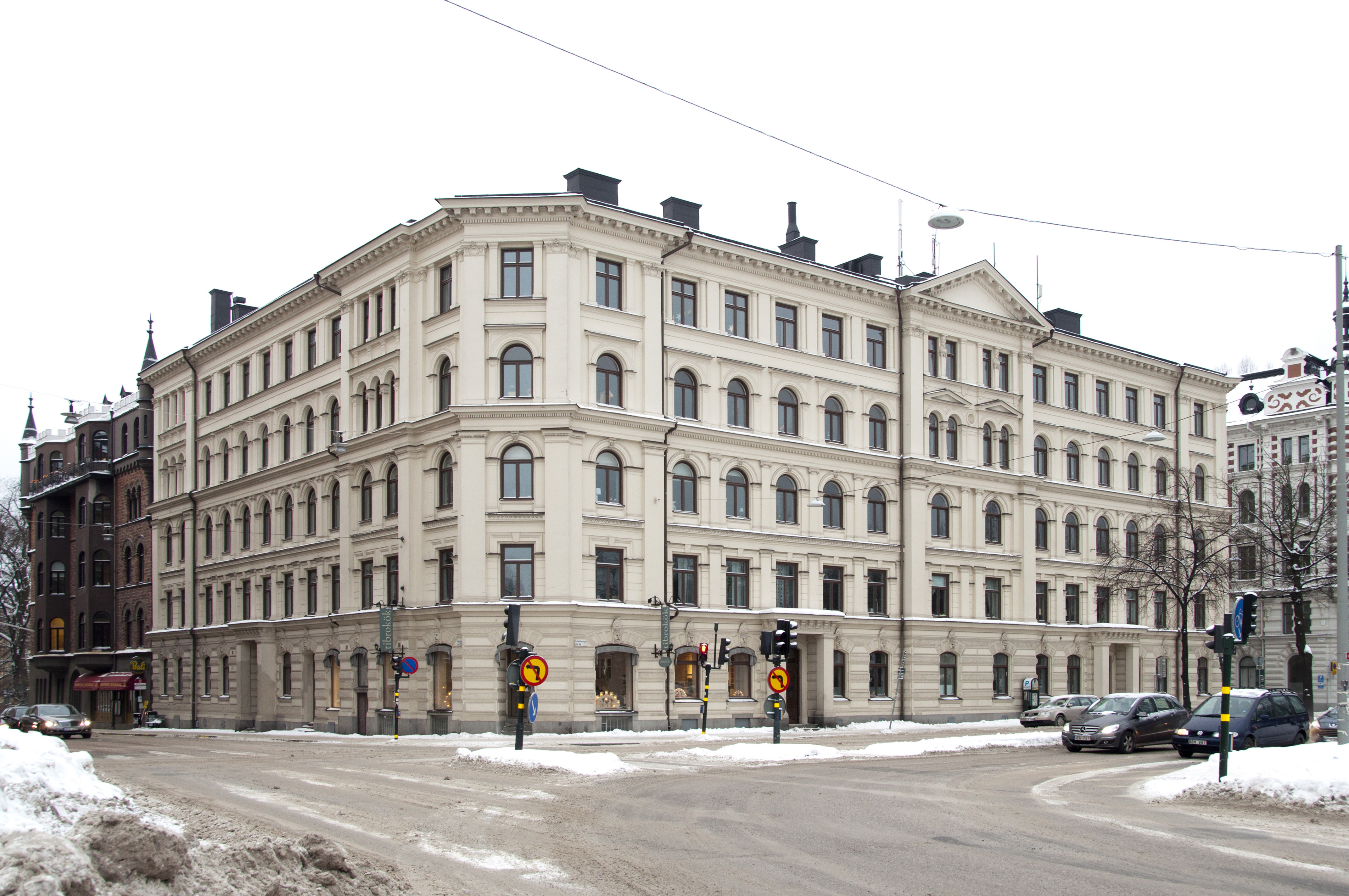
Valhallavägen 98
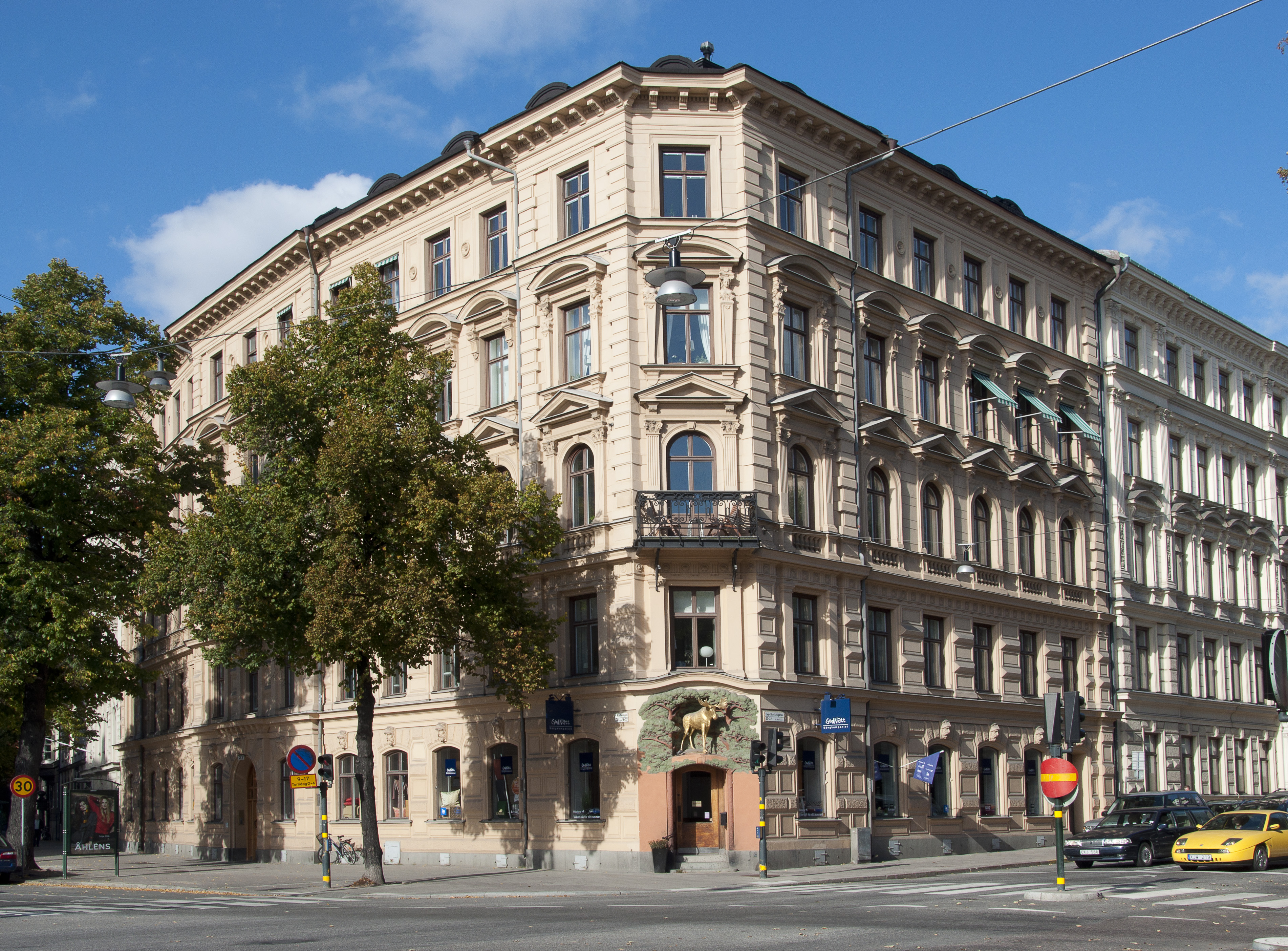
Karlavägen 27
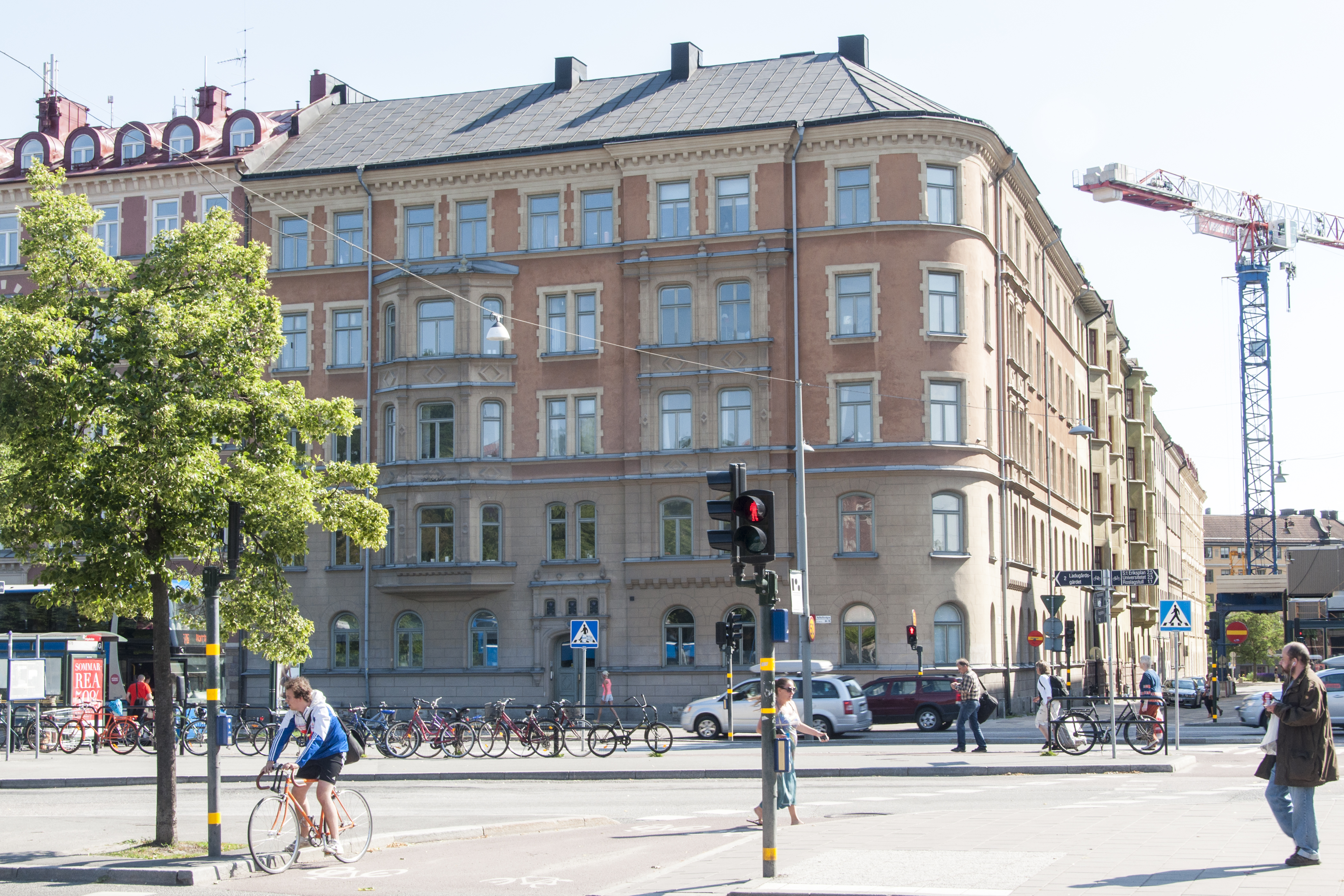
Valhallavägen 78
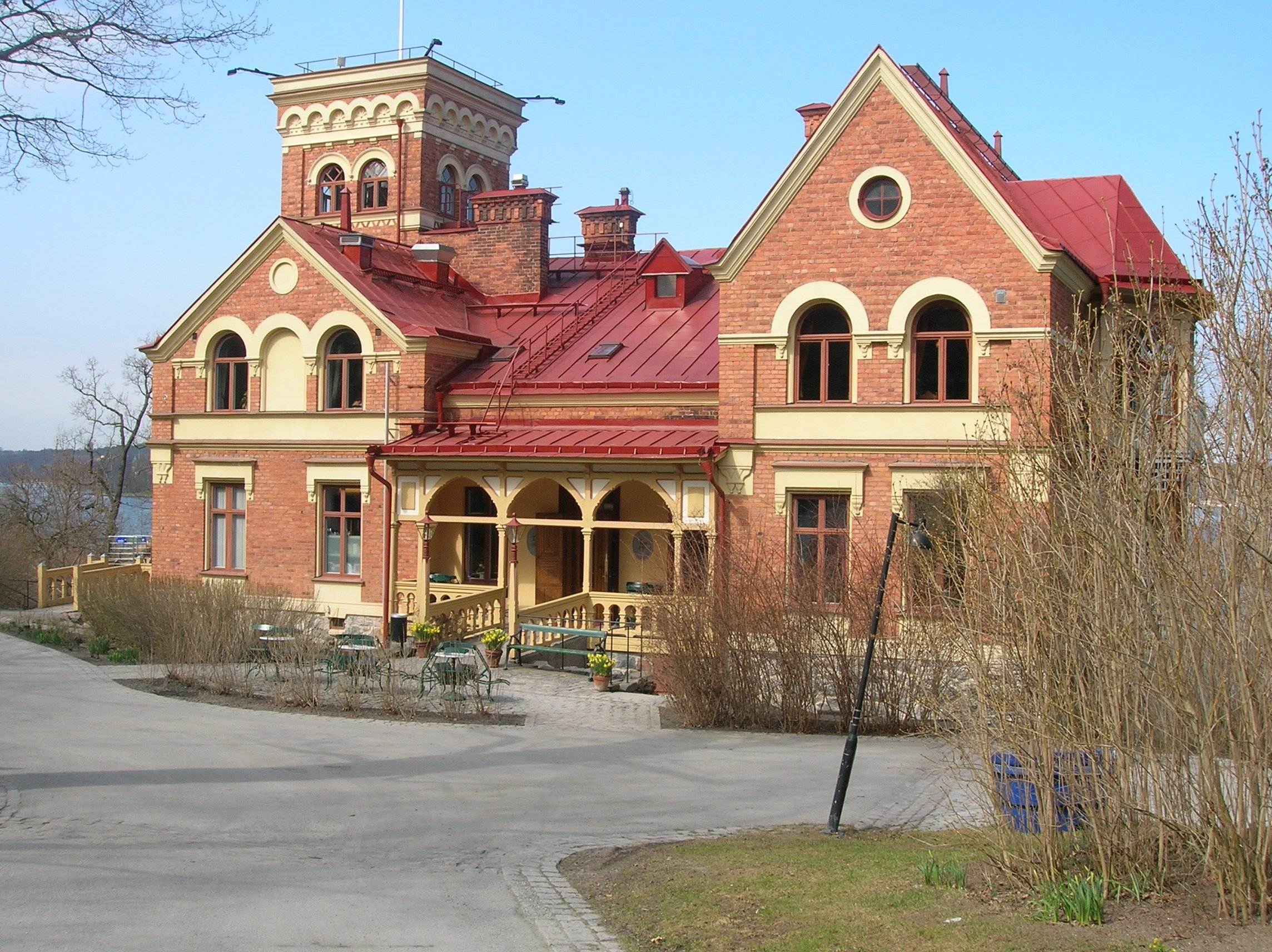
Tornvillan, Nacka